# Liyiá (ort i Grekland)
Liyiá (Lygia) är en ort i Grekland.   Den ligger i prefekturen Nomós Korinthías och regionen Peloponnesos, i den centrala delen av landet, 110 km väster om huvudstaden Aten. Liyiá ligger 1 meter över havet och antalet invånare är 320.
Terrängen runt Liyiá är varierad. Havet är nära Liyiá åt nordost. Runt Liyiá är det ganska glesbefolkat, med 40 invånare per kvadratkilometer. Närmaste större samhälle är Xylókastro, 17,2 km öster om Liyiá. 